# املو
املو (به فرانسوی: Amalou, Morocco) یک منطقهٔ مسکونی در مراکش است که در سوس ماسه درعه واقع شده‌است.

## خصوصیات
املو ۳٬۸۷۳ نفر جمعیت دارد.